# Marais de Mésopotamie

Évolution des marais de Mésopotamie entre 2000 et 2009. (cliché Nasa).

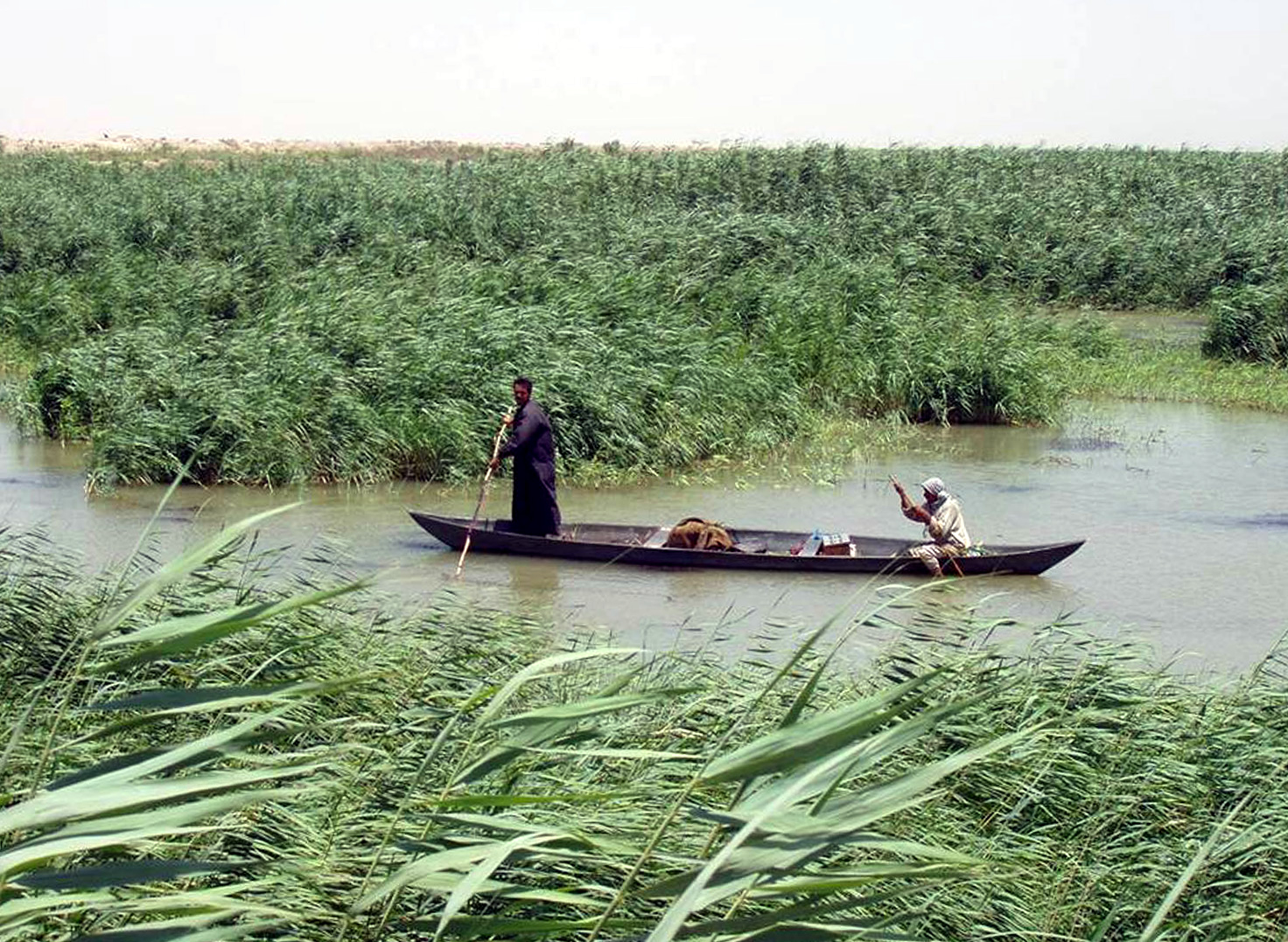
Navigation traditionnelle des Arabes des marais de Mésopotamie.

Les marais de Mésopotamie forment une zone humide située dans le sud de l'Irak et en partie dans le sud-ouest de l'Iran. Les marais de Mésopotamie font partie intégrante des marais salé alluvial du Tigre et de l'Euphrate et sont principalement composés de trois zones distinctes, le marais central, le marais d'Hawizeh et le marais al-Hammar dans lequel s'étend le lac salé d'Al-hammar. Les marais de Mésopotamie sont le plus grand écosystème de zone humide de l'Eurasie occidentale. Ils sont habités historiquement par les Arabes des marais. 

## Description

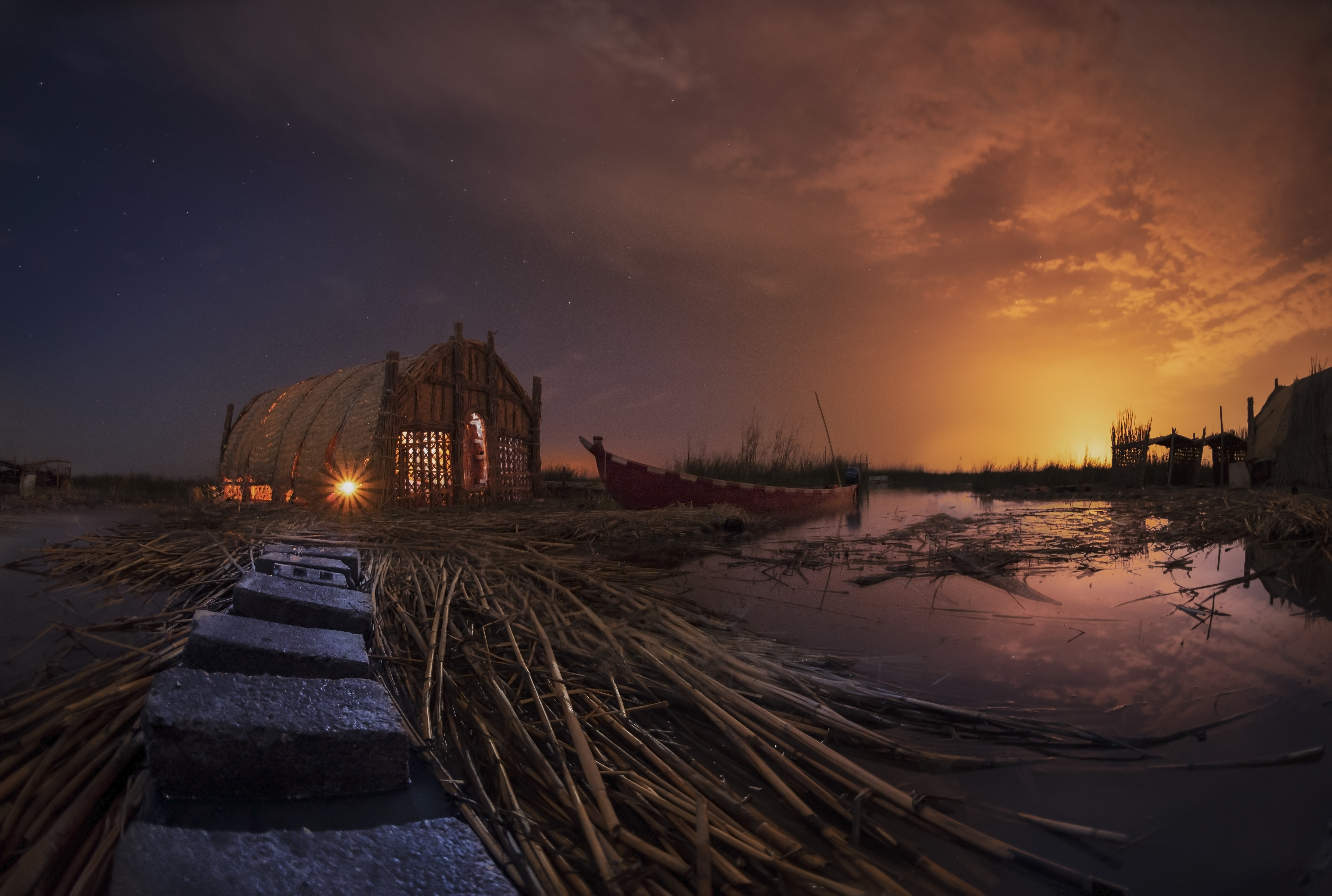
Les marais de Mésopotamie la nuit. Un mudhif reste éclairé. Avril 2019.

Comme leur nom l'indique, les marais mésopotamiens sont situés dans la grande région qui s'appelait autrefois la Mésopotamie. Le terme "Mésopotamie" signifiant  "entre les fleuves", zone géographique historique recouvrant aujourd'hui l'Irak, l'ouest de l'Iran, le sud-est de la Turquie et l'est de la Syrie. 
Les marais se situent principalement dans le sud de l'Irak et une partie du sud-ouest de l'Iran. Couvrant à l'origine une superficie de 20 000 km2, les marais de Mésopotamie sont de nos jours divisés en trois grandes zones géographiques et ne couvrent qu'un peu plus de 10 000 km2 ; les "marais du centre" (3 000 km2) se situent entre le Tigre et l'Euphrate, tandis que les marais Al-hammar (4 500 km2) se situent au sud de l'Euphrate et le Marais Hawizeh (3 000 km2) s'étendent à l'est du Tigre. 
Les marais se trouvent sur une plaine alluviale formant un delta de faible altitude, l'Euphrate ne diminue que de 12 m d'altitude au cours de ses 300 derniers km, tandis que le Tigre s'écoule sur une pente de 24 m. Ce delta fournit un environnement qui permet au Tigre et à l'Euphrate de serpenter, formant de nombreux bras. L'Euphrate alimente, près de Nassiriya, les marais Al-hammar qui se prolongent jusqu'à Bassorah, tandis que le Tigre s'écoule en partie dans les marais centrale et d'Hawizeh à proximité Amarah. En aval d'Amarah, des affluents en provenance d'Iran permettent l'écoulement du Tigre par une augmentation de son débit et maintenir le cap vers l'aval. Les trois marais combinés forment un environnement étroitement lié, en particulier pendant les périodes d'inondation lorsque les rivières débordent.
Pour venir à bout des rebelles chiites qui y avaient pris le maquis après 1991, Saddam Hussein a asséché ces marais inaccessibles à ses chars, construisant digues de terre et canaux. En 2003, environ 90 % des marais étaient drainés. En 2003, profitant du vide de pouvoir laissé par le renversement du régime, la population a détruit ceux-ci, les marais revinrent à la vie avec une rapidité surprenante. En 2006, le Programme des Nations unies pour l'environnement annonçait fièrement que la surface des marais était revenue à 58 % de ce qu’elle était entre 1973 et 1976; Toutefois d'autres périls menacent les marais: La Turquie, la Syrie, l’Iran et, dans une moindre mesure, l’Irak détournent l’eau du Tigre et de l’Euphrate pour l’agriculture et les villes. De nouveaux barrages ont été construits en amont de ces fleuves (Voir notamment les articles projet d'Anatolie du Sud-Est et histoire du partage des eaux du bassin Tigre-Euphrate depuis 1916). La sécheresse de 2009 et de manière permanente la pollution domestique et industrielle aggravent encore la situation. Le choléra a refait son apparition. 
En 2015, les marais n’ont retrouvé que 40 % de leur étendue originelle.

## Biodiversité
Les marais de Mésopotamie abritent 40 espèces d'oiseaux et plusieurs espèces de poissons ainsi qu'un certain nombre d'espèces avifaunes. Les marais étaient autrefois le foyer de millions d'oiseaux et l'escale pour des millions d'autres oiseaux migrateurs, notamment les flamants, les pélicans, les sarcelles et les hérons provenant de Sibérie et se dirigeant vers l'Afrique. On trouve également l'ibis sacré et l'Anhinga d'Afrique ainsi qu'une variété de corneille mantelée connu sous le nom de corneille de Mésopotamie. L'assèchement des marais a provoqué une baisse significative de la diversité biologique. Après le renversement par la coalition militaire en Irak du régime de Saddam Hussein, le débit d'eau dans les marais a été restauré et l'écosystème a commencé à se redresser.